# 슈퍼팩
슈퍼팩(Super Political Action Committee)은 정치활동위원회(Political Action Committee)와는 약간 다른 후원조직이다. 정치활동위원회는 연방 선거 캠페인 법이 1974년 개정된 이후 개인과 단체의 기부금액에 대한 제한과 기부자의 신상공개, 지출 내역 공개, 지출 총액 제한 등의 규제를 받는다. 2010년 연방 대법원의 판결에 의해 선거자금법의 203조가 기업과 노조등 단체들의 표현의 자유를 침해한다는 판결을 내렸다. 즉, 특정후보를 직접 후원하지 않고 광고나 미디어를 통해 지지하거나 비판하는 행위는 위법이 아닌 것이다. 개정 이후 기업과 노조는 선거 광고에 대한 일반 지출을 위해 별도의 PAC을 구성하거나(이를 슈퍼팩이라 부른다), 비영리 단체를 세우거나, 후원을 하여 기존의 규제들을 우회하여 후원활동을 하였다.